# Zunnâr
 (juillet 2025).
Le Zunnâr - également orthographié zunar ou zonar ; arabe : زنار (zunār) - est une ceinture distinctive faisant partie des vêtements que les Dhimmis (les Juifs, les Chrétiens et les Zoroastriens) étaient tenus de porter dans les régions du califat islamique pour les distinguer des musulmans. Si son utilisation est variable à travers le temps, le zunnâr sert, avec un ensemble d'autres règles coranique et chariatique, d'outil manifeste de discrimination,.

## Étymologie
Le mot serait originaire du monde grec, lui-même probablement originaire de l'araméen zunnārā. En syriaque, il désigne la ceinture portée par les moines.

## Description
Le zunnâr est généralement plus large qu'une ceinture ordinaire (afin de le rendre reconnaissable) et était souvent porté avec des pièces de différentes couleurs. L'obligation de le porter est attribuée au présumé Pacte d'Omar, rassemblant un ensemble de pratiques qui n'ont été formalisées qu'aux alentours du IXe siècle. Il semble probable que la ceinture n'était qu'une partie de l'intention d'obliger les non-musulmans à conserver leurs costumes habituels afin d'éviter qu'ils ne soient confondus avec les musulmans. En tant que tel, l'exigence semble avoir été pour les chrétiens (les juifs ne sont initialement pas mentionnés) de porter une ceinture distinctive (le zunnâr) et un signe ou une marque distinctive sur leur coiffure et celle de leurs animaux. En cas d'omission de la ceinture, la punition pouvait être le fouet, l'emprisonnement ou l'humiliation publique.
Bien que le port du zunnâr n'ait pas toujours été imposé, il pouvait toujours être mis en œuvre à la discrétion de tout dirigeant musulman, comme cela est fait sous le calife abbasside al-Mutawakkil, qui ordonne aux chrétiens et aux juifs de porter le zunnâr avec un taylasān (un couvre-chef semblable à un châle), ou encore le calife fatimide al-Hakim. Selon A.S. Tritton, la pratique des zunnâr était « l'exception et non la règle », dépendant de la volonté du gouverneur musulman.
Si ces règles n'ont pas été appliquées dans tout le monde musulman, ces distinctions vestimentaires ont acquis une dimension humiliante.

## Origines et justifications

### Sources juridiques
La politique discriminatoire de l'islam à l'égard des non-musulmans a connu une codification poussée à travers nombreux écrits dont ceux d'Ibn Qudama Al-Maqdisi, célèbre théologien arabe et référence majeure en matière de jurisprudence islamique (fiqh). Il connait un grand succès avec son encyclopédie comparative Al-Mughdi, un recueil de 16 volumes destiné à présenter les différentes applications des prescriptions coraniques en fonction des quatre écoles juridiques de l'islam sunnite (chaférite, hanafite, malikite et/ou hanbalite).
"On les oblige à porter des habits distinctifs et à ceindre une ceinture spéciale" Al-Mighni, vol. 13, Ahkām Ahl al-Dimma, p. 247.
Au IXe siècle à Bagdad, il est prescrit pour la première fois le port d'une marque de couleur pour les non-musulmans — un tissu rouge, bleu ou jaune porté sur l'épaule —, une marque qui se répand par la suite dans l'Occident médiéval pour distinguer les Juifs.

### Signes vestimentaires distinctifs
En 850, le calife Jafar al-Mutawakkil impose également le zunnar aux Juifs, accompagné du port du taylasin, un châle servant à couvrir la tête. Au Maroc, la dynastie des Almohades impose aux Juifs le port d'un manteau bleu et large... Un calife de Bagdad au XIe siècle impose aux juifs un insigne jaune qui se répandra plus tard en Occident. Ibn Tâlib (mort en 888), le cadi de Kairouan oblige déjà ses habitants non-musulmans à porter une tenue distinctive sous peine de châtiments corporels, de promenade ignominieuse dans les quartiers juifs et chrétiens et de prison, oublie l'interdit de la représentation et impose le port sur ces dits vêtements d'une image d'un porc pour les chrétiens et de celle d'un singe pour les Juifs. Au XIIe siècle, al-Mâzarî (mort en 1141) rappelle aux Juifs l'obligation du port d'un turban à bout teinté.
Un autre exemple vient de l'année 1301 lorsque les Mamelouks purgent les chrétiens et les juifs des postes administratifs et forcent en outre les chrétiens à porter le zunnâr et un turban bleu, en accord avec les écrits d'Ibn Qudama Al-Maqdisi (voir plus bas).
Au XVIe siècle en Turquie, le naturaliste français Pierre Belon remarque que les Juifs doivent y porter un turban jaune alors que celui des Turcs est blanc. Les sultans de l'Empire ottoman continuent à réglementer les vêtements de leurs sujets non musulmans mais le port d'habits discriminatoires n'est pas appliqué dans les provinces ottomanes à majorité chrétienne, telles que la Grèce et les Balkans.
En Tunisie, le turban des Juifs devait avoir ses extrémités teintées d'une autre couleur au XXe siècle et leur chéchia ne pouvait être que noire (quand celle des musulmans était rouge) aux XVIIe et XVIIIe siècles.
L'essayiste Bat Ye'or aborde dans ses ouvrages plusieurs aspects des brimades liées au port de vêtements et couleurs imposés aux dhimmis.

### Des discriminations plus larges
De nombreuses normes dégagés par Ibn Qudama Al-Maqdisi servent encore de fondement à de nombreuses obligations contenues dans la charia, en particulier concernant celles venant régirent les interactions avec les non-musulmans :
"Jusqu'a ce qu'ils versent la jizîa de leur main, tête baissée, dans l'humiliation" Al-Mughni, vol. 13, Kitâb Ahkām Ahl al-Dimma, p. 242. 
Il s'agit ici d'un rappel du Coran, à la sourate 9 dite At-Tawbah, verset 29 : "Combattez ceux qui ne croient ni en Allah ni au Jour dernier [...] jusqu'à ce qu'ils versent la capitation par leurs propres mains, après s'être humiliés".
"On ne les félicite pas pour leurs fêtes, et on ne leur souhaite pas la bénédiction." Al-Mighni, vol. 13, Ahkām Ahl al-Dimma, p. 247.
Il est usuel de répondre par la phrase "wa alaykum assalam" (وَعَلَيْكُمُ ٱلسَّلَامُ) ("et sur vous soit la paix") ou l'une de ses variations à la salutation orale "Assalamu alaykum" signifiant "que la paix soit sur vous" (en arabe : ٱلسَّلَامُ عَلَيْكُمْ, ʾas-salāmu ʿalaykum). Toutefois, selon la tradition chariatique, cela ne doit s'appliquer qu'aux musulmans entre eux. Dans le cas où la salutation provient d'un non-musulman, il doit être répondu "wa alaykum" ("et sur vous"). Le mot "salam" (سلام) qui signifie "paix", ne peut donc être utilisé en l'espèce en guise de réponse. Cette attitude est conforme au hadith 2167 du Sahih Muslim rapporté par Muslim ibn al-Ḥajjāj : "Ne prenez pas l’initiative de saluer les Juifs et les Chrétiens".
"Un dhimmi ne peut avoir autorité sur un musulman" Al-Mughni, vol. 10, Kitâb al-Hukm, p. 19.
Ce passage a servi de justification à de nombreuses politiques visant à purger les administrations et les cercles de pouvoir de la présence de non-musulmans (voir plus haut).
"Aucun mécrant ne peut y entrer (La Mecque)" Al-Mughni, vol. 3, Kitâb al-Hajj, p. 209.
Toujours en vigueur, les deux villes saintes de l'Islam (La Mecque et Médine) demeurent villes interdites aux non-musulmans.

## Utilisation moderne
En 2001, les talibans en Afghanistan ont exigé que les hindous afghans portent des badges jaunes.
Le zunnâr est un vêtement palestinien utilisé principalement comme ceinture autour de la taille.